# Multishow FM
Criada em dezembro de 2006, a rádio contava com a estrutura completa de uma FM - locutores, produtores, programadores e DJs.
A Multishow FM trazia lançamentos exclusivos; revelava novos estilos e tendências, tocava os maiores hits da atualidade; e ainda abria espaço para novas bandas nacionais, incentivando a renovação da nossa música.
A programação ainda contava com notícias; dicas de entretenimento, lazer e cultura, além de atrações que migravam do canal de TV por assinatura para o rádio.
Também possuía diferenciais, como intervalos menores, maior cardápio musical e menor repetição de uma mesma música durante a programação.
A Multishow FM era um produto Globo Rádio em parceria com a Globosat e funcionava nos estúdios do Sistema Globo de Rádio no Rio de Janeiro, operando exclusivamente via internet e sistema de TV por assinatura da NET, Sky, Claro TV e Oi TV, e existiram planos em longo prazo de levá-la à frequências em FM, o que acabou não acontecendo.
Fizeram parte da equipe: Carla Machado (locutora), Márcio Mio (locutor), Sérgio Bitenka (locutor), Brinquinho (DJ), Camilo Skrok (DJ), Jr Morenno (DJ), Marcelo Lyrio (DJ), Pachu (DJ), Rafael Barreto (DJ), Renato Baractho (DJ), Pedro Henrique (produtor), Renée Arditti (produtora), Tatiana Machado (produtora), Thais Torres (produtora), Vivi (produtora) e Rodrigo Carvalho (coordenador).
Em 1.º de março de 2013, a rádio teve suas transmissões encerradas nas internet, assim como a Rádio GNT e a Rádio Zona de Impacto, tendo a transmissão continuada somente na TV por assinatura. Porém em 5 de abril de 2013, as transmissões na TV por assinatura foram encerradas, passando a ser transmitida a Rádio Globo Rio.